# Amt Probstei
Das Amt Probstei ist ein Amt im Kreis Plön in Schleswig-Holstein. Der Sitz der Amtsverwaltung befindet sich in der Gemeinde Schönberg (Holstein). Ein Teil der Verwaltung, die durch einen Amtsdirektor geleitet wird, befindet sich in der Gemeinde Laboe.
Geläufig ist die Bezeichnung Probstei für die Landschaft nordöstlich der Kieler Außenförde. Sie ist der westliche Teil der breiten Ostseehalbinsel Wagrien. Die Probstei ist durch Landwirtschaft und Tourismus geprägt.

## Amtsangehörige Gemeinden
| 1. Barsbek (657) 2. Bendfeld (253) 3. Brodersdorf (440) 4. Fahren (144) 5. Fiefbergen (611) 6. Höhndorf (386) 7. Köhn (839) 8. Krokau (473) 9. Krummbek (371) 10. Laboe (5247) | 1. Lutterbek (390) 2. Passade (284) 3. Prasdorf (464) 4. Probsteierhagen (2028) 5. Schönberg (Holstein) (6594) 6. Stakendorf (446) 7. Stein (851) 8. Stoltenberg (332) 9. Wendtorf (1120) 10. Wisch (749) |

## Geschichte
Bereits 1226 wird der Name Probstei für das Gebiet der freien Bauerndörfer zwischen Hagener Au und Mühlenau verwendet. Bis 1542 stand es unter der Gerichtsbarkeit des Propstes des Klosters Preetz. Um den Anbau und die Anlage neuer Dörfer hat sich besonders der Probst Friedrich (1246 bis 1250) verdient gemacht.
Das Amt Probstei entstand, als zum 1. Juni 1970 das aus den Gemeinden Brodersdorf, Fahren, Lutterbek, Passade, Prasdorf, Probsteierhagen, Stein sowie Wentorf bestehende Amt Probstei-West und das aus den Gemeinden Barsbek, Bendfeld, Fiefbergen, Höhndorf, Köhn, Krokau, Krummbek, Stakendorf sowie Wisch bestehende Amt Probstei-Ost zusammengelegt wurden. Im Rahmen der Verwaltungsstrukturreform des Landes Schleswig-Holsteins traten die bis dahin amtsfreien Gemeinden Laboe und Schönberg (Holstein) und die bis dahin zum Amt Selent/Schlesen gehörende Gemeinde Stoltenberg mit Wirkung zum 1. Januar 2008 dem Amt bei.

## Wappen
Blasonierung: „Von Silber und Blau gesenkt geteilt. Oben ein rotes Probsteier Haupthaus, unten ein abgebrochener goldener Krummstab mit 20 rot gefüllten Knäufen.“
Das Wappen zeigte in seiner ursprünglichen Fassung von 2002 nur 17 Knäufe für die damals dem Amt angehörenden 17 Gemeinden. Nach der Aufnahme von Laboe, Schönberg und Stoltenberg wurden drei Knäufe hinzugefügt.

## Probsteier Korntage
Die Probstei ist traditionell für ihre Getreideproduktion bekannt, die zum Teil bis nach Skandinavien verschifft wurde. An diese Zeit sollen die Probsteier Korntage, die jährlich im Juli und August stattfinden, erinnern. Bei dieser Veranstaltung wird eine Kornkönigin gewählt und in einigen Dörfern der Probstei werden große Strohfiguren aufgestellt, die ebenfalls prämiert werden.

## Museum
Das Probstei-Museum in Schönberg bietet ein wechselndes Programm sowie museumspädagogische Aktivitäten auf dem ehemaligen Hof Göttsch an.